# Análise do comportamento
A análise do comportamento (do inglês, behavior analysis) é uma ciência natural, formulada pelo psicólogo americano B. F. Skinner, que estuda o comportamento humano e de outros animais a partir da interação entre organismo e ambiente. Para a análise do comportamento, comportamento é tudo aquilo que um organismo – humano ou animal – faz ou produz, incluindo ações privadas, como sentir ou pensar. Enquanto área de estudo, a análise do comportamento busca compreender, principalmente, as causas que levam os processos de aquisição, manutenção e perda de comportamentos de um organismo. A atenção do pesquisador é assim dirigida para as condições ambientais em que determinado organismo se encontra, para a reação desse indivíduo a essas condições, para as consequências que essa reação lhe traz e para os efeitos que essas consequências produzem - processo denominado "tríplice contingência", unidade funcional dessa ciência. 
O comportamento é entendido como uma relação interativa de transformação mútua entre o organismo e o ambiente que o cerca na qual os padrões de conduta são naturalmente selecionados em função de sua história de interação com o contexto. Trata-se de uma aplicação do modelo evolucionista de Charles Darwin ao estudo do comportamento que reconhece três níveis de seleção - o filogenético (que abrange comportamentos adquiridos hereditariamente pela história de seleção da espécie), o ontogenético (que abrange comportamentos adquiridos pela história vivencial do indivíduo) e o cultural (restrito à espécie humana, abrange os comportamentos controlados por regras, estímulos verbais ou simbólicos, transmitidos e acumulados ao longo de gerações por meio da linguagem).
A análise pode ser experimental, no âmbito da pesquisa básica, baseando-se sobretudo em experimentos empíricos, controlados e de alto rigor metodológico com animais e humanos (ainda que este último demande certas limitações investigativas em virtude de maiores restrições ético-morais) ou aplicada, onde os resultados experimentais são diretamente aplicados a contextos não controláveis objetivamente, como acontece na maioria das formulações de estratégias terapêuticas.
Apesar da pesquisa básica centrar-se preferencialmente na observação direta de comportamentos públicos/abertos, considera-se nos âmbitos teórico e aplicado também o mundo privado/encoberto do sujeito. O mundo privado, acessível apenas ao próprio indivíduo e relatado (caso humano) ao mundo externo por meio do relato discursivo (comportamento verbal) é convencionalmente entendido por diversas abordagens teóricas da Psicologia e pelo senso comum como subjetividade.A problemática envolvida acerca da subjetividade na análise do comportamento foi cuidadosamente abordada por Skinner, principal representante dessa ciência:
Desde que é um processo, e não uma coisa, não pode ser facilmente mobilizado para observação. É mutável, fluido e evanescente, e, por esta razão, faz grandes exigências técnicas da engenhosidade e energia do cientista. Contudo, não há nada essencialmente insolúvel nos problemas que surgem deste fato.— Skinner, Ciência e Comportamento Humano
A análise científica do comportamento começa pelo isolamento das partes (variáveis) simples de um evento complexo de modo que esta parte possa ser melhor compreendida. A pesquisa experimental de Skinner seguiu tal procedimento analítico, restringindo-se a situações suscetíveis de uma análise científica rigorosa. Os resultados de seus experimentos podem ser verificados independentemente e sua conclusões podem ser confrontadas com os dados registrados. Assim, fazer análise do comportamento é determinar as características/dimensões da ocasião em que o comportamento ocorre, identificar as propriedades públicas e privadas da ação e definir as mudanças produzidas pela emissão das respostas (no ambiente, no organismo).
Para Skinner, um evento comportamental é o produto conjunto da história de aprendizagem do sujeito. Assim, pode-se dizer que o ambiente (externo - físico, social; interno - biológico, histórico) seleciona grandes classes de comportamento.

## Precedentes e fundação

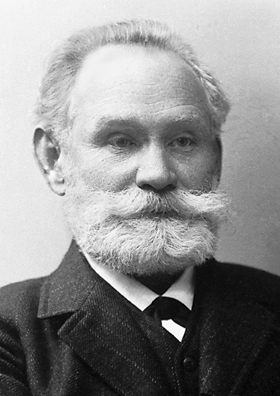
Ivan P. Pavlov (1849-1936)

## Filosofia da Análise do Comportamento: Behaviorismo Radical

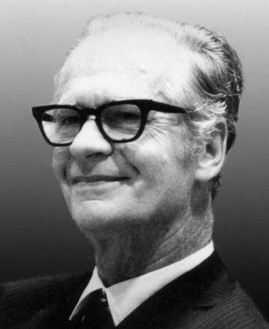
B. F. Skinner (1904-1990)

Como resposta às correntes internalistas do comportamentalismo e inspirado pelo behaviorismo filosófico, Burrhus F. Skinner publicou, em 1953, o livro Science and Human Behavior. A publicação desse livro marca o início da corrente comportamentalista conhecida como behaviorismo radical.
O behaviorismo radical foi desenvolvido não como um campo de pesquisa experimental, mas sim uma proposta de filosofia sobre o comportamento humano. As pesquisas experimentais constituem a Análise Experimental do Comportamento, enquanto as aplicações práticas fazem parte da Análise Aplicada do Comportamento. O behaviorismo radical seria uma filosofia da ciência do comportamento. Skinner foi fortemente anti-mentalista, ou seja, considerava não pragmáticas as noções "internalistas" (entidades "mentais" como origem do comportamento, sejam elas entendidas como cognição, id-ego-superego, inconsciente coletivo, etc.) que permeiam as diversas teorias psicológicas existentes. Skinner jamais negou em sua teoria a existência dos processos mentais (eles são entendidos como comportamento), mas afirma ser improdutivo buscar nessas variáveis a origem das ações humanas, ou seja, os eventos mentais não causam o comportamento das pessoas, os eventos mentais são comportamentos e são de natureza física. A análise de um comportamento (seja ele cognitivo, emocional ou motor) deve envolver, além das respostas em questão, o contexto em que ele ocorre e os eventos que seguem as respostas. Tal posição evidentemente opunha-se à visão watsoniana do behaviorismo, pela qual a principal razão para não se estudar fenômenos não fisiológicos seria apenas a limitação do método, não a efetiva inexistência de tais fenômenos de natureza diferente da física. O behaviorismo skinneriano também se opunha aos neobehaviorismos mediacionais, negando a relevância científica de variáveis mediacionais: para Skinner, o homem é uma entidade única, uniforme, em oposição ao homem "composto" de corpo e mente, ou seja, a visão de homem é a visão monista.

### Seleção pelas Consequências
Skinner desenvolveu os princípios do condicionamento operante e a sistematização do modelo de seleção por consequências para explicar o comportamento. O condicionamento operante segue o modelo Sd-R-Sr, onde um primeiro estímulo Sd, dito estímulo discriminativo, aumenta a probabilidade de ocorrência de uma resposta R. A diferença em relação aos paradigmas S-R e S-O-R é que, no modelo Sd-R-Sr, o condicionamento ocorre se, após a resposta R, segue-se um estímulo reforçador Sr, que pode ser um reforço (positivo ou negativo) que "estimule" o comportamento (aumente sua probabilidade de ocorrência), ou uma punição (positiva ou negativa) que iniba o comportamento em situações semelhantes posteriores.
O condicionamento operante difere do condicionamento respondente de Pavlov e Watson porque, no comportamento operante, o comportamento é condicionado não por associação reflexa entre estímulo e resposta, mas sim pela probabilidade de um estímulo se seguir à resposta condicionada. Quando um comportamento é seguido da apresentação de um reforço positivo ou negativo, aquela resposta tem maior probabilidade de se repetir com a mesma função; do mesmo modo, quando o comportamento  é seguido por uma punição (positiva ou negativa), a resposta tem menor probabilidade de ocorrer posteriormente. O behaviorismo radical se propõe a explicar o comportamento animal através do modelo de seleção por consequências. Desse modo, o behaviorismo radical propõe um modelo de condicionamento não-linear e probabilístico, em oposição ao modelo linear e reflexo das teorias precedentes do comportamentalismo. Para Skinner, a maior parte dos comportamentos humanos são condicionados dessa maneira operante.
Para Skinner, os comportamentos são selecionados através de três níveis de seleção. Os componentes da mesma são:
1. Nível filogenético: que corresponde aos aspectos biológicos da espécie e da hereditariedade do indivíduo;
2. Nível ontogenético: que corresponde a toda a história de vida do indivíduo;
3. Nível cultural: os aspectos culturais que influenciam a conduta humana.

Através da interação desses três níveis (onde nenhum deles possui um status superior a outro) os comportamentos são selecionados. Para Skinner, o ser humano é um ser ativo, que opera no ambiente, provocando modificações nele, modificações essas que retroagem sobre o sujeito, modificando seus padrões comportamentais.
A explicação selecionista do comportamento é eminentemente histórica, e abre mão de argumentos semelhantes aqueles do paradigma da mecânica clássica. Em relação a este ponto, um erro frequente nas críticas à análise do comportamento é acreditar que, dentro do behaviorismo, a causa de um comportamento deve ser necessariamente imediata. Pelo contrário, a causa de um comportamento não precisa estar próxima e imediata, já que a causação imediata (se necessária) se opõe à explicação histórica - que, por sua vez, incorpora a história da espécie, a história do indivíduo e a história da cultura, considerando-se estas como três processos de seleção do comportamento. A análise recai sobre o produto integrado desses processos históricos, e sua separação ou análise é um artifício meramente didático ou metodológico. O comportamento humano é o produto da ação integrada e contínua de contingências filogenéticas, ontogenéticas e culturais.
Isso evidentemente ainda passa pelo crivo de uma análise funcional de cada elemento destes circunstancialmente. O que faz da Análise do Comportamento uma ciência preocupada com a "prática" e a "função das coisas" na vida do sujeito. Não se trata, portanto, de "aniquilar" um dado comportamento disfuncional, mas avaliar as razões pelas quais ocorre e como implementar novos comportamentos e de que maneira isto poderia ser útil na real vivência do indivíduo
Apesar de ter sido e ainda ser bastante criticado, muitos dos preconceitos em relação às ideias de Skinner são, na verdade, fruto do desconhecimento de quem critica. Muitas das críticas feitas ao behaviorismo radical são, na verdade, críticas ao behaviorismo de Watson. Mesmo autores que ficaram amplamente conhecidos por suas críticas, como Chomsky em A Review on Skinner's Verbal Behavior, pouco conheciam acerca da abordagem e, com isso, cometeram diversos erros. A crítica de Chomsky já foi respondida por Kenneth MacCorquodale em On Chomsky's Review of Skinner's Verbal Behavior.
O behaviorismo skinneriano, representado pela ABAI (Association for Behavior Analysis International) possui cerca de 13 500 membros no mundo inteiro e cresce cerca de 6.5% ao ano.

## Crítica ao mentalismo
Esta ciência destaca-se, em regimento da filosofia e abordagem teórica behaviorista, pela exclusiva rejeição do modelo de pensamento dualista que divide a constituição humana em duas realidades ontologicamente independentes, o corpo físico e a mente metafísica - ou seja, nessa perspectiva processos subjetivos tais como emoções, sentimentos e pensamentos/cognições são entendidos como substancialmente materiais e sujeitos às mesmas leis naturais do comportamento. Tal entendimento não rejeita a existência da subjetividade (como dito anteriormente), mas destituí a mesma de um funcionamento automatista.
Logo, embora Freud e os psicodinâmicos estivessem igualmente interessados na base ontológica da ação, Skinner adotou uma posição mais extrema, afirmando que todos estes fatores conhecidos tradicionalmente como mentais são, na realidade, comportamentos e devem ser estudados como tais, não classificados como causa do comportamento, o que o coloca em oposição a explicações internalistas, sejam elas de carácter mentalistas ou organicistas. Em resumo, para Skinner, os pensamentos e as emoções não podem ser causa do comportamento e sim classes comportamentais específicas.